# Phenylarsonsäure
Phenylarsonsäure ist eine chemische Verbindung aus der Gruppe der Arsensäurederivate, bei der eine Hydroxygruppe durch eine Phenylgruppe ersetzt ist.

## Gewinnung und Darstellung
Phenylarsonsäure kann auf mehreren Wegen synthetisiert werden, wird jedoch meist durch Reaktion von Phenyldiazoniumsalzen mit Natriumarsenit in Gegenwart von Kupfer(II)-Katalysatoren hergestellt.
{\displaystyle \mathrm {C_{6}H_{5}N_{2}^{+}NaAsO_{3}H_{2}\longrightarrow C_{6}H_{5}AsO_{3}H_{2}+Na^{+}+N_{2}} }
Sie wurde zuerst von Michaelis und Loesner hergestellt.

## Eigenschaften
Phenylarsonsäure ist ein brennbarer weißer geruchloser Feststoff, der wenig löslich in Wasser ist. Er zersetzt sich oberhalb von 158 °C.

## Verwendung
Phenylarsonsäure dient als Ausgangsstoff für andere arsenorganische Verbindungen, von denen einige, z. B. Roxarson und Natriumhydrogenarsanilat, in der Tierernährung verwendet werden.
Es wird auch als Fällungsreagenz für vierwertige Metallionen wie Zinn(IV), Zirconium(IV) und Thorium(IV) verwendet.